# Johannes Andersen (Bauer)
Johannes Andersen (* 25. März 1760 in Nuuk; † 12. September 1825 in Igaliku) war ein grönländischer Bauer.

## Leben
Johannes Andersen war der jüngste Sohn des dänischen Kaufmanns und Grönlandpioniers Anders Olsen (1718–1786) und seiner Frau Tuperna (1726–1789). Er wurde in der Kolonie Godthaab geboren, aber als sein Vater die Kolonie Julianehaab (das heutige Qaqortoq) gründete, zog die Familie nach Südgrönland. Dort hielt man Schafe, Ziegen und Hühner. 1780 wurde sein Vater als Kolonialverwalter pensioniert und die Familie ließ sich 1782 in Igaliku nieder, wo sie Landwirtschaft betrieben. Im selben Jahr heiratete Johannes am 19. August die 19-jährige Dorthea Johanne Kleist, Tochter des Böttchers Christen Larsen Kleist († 1787) und seiner Frau Else Simonsdatter († 1791). Der Missionar in der Kolonie ließ weitere Tiere aus Dänemark importieren und für seinen Vater, der bald darauf starb, betrieb Johannes Andersen den Hof in Igaliku und wurde damit zum ersten Landwirt Grönlands seit dem Mittelalter. Er hielt vor allem Rinder und belieferte die Kolonie so mit Fleisch, Butter und Käse. Nach dem Tod seiner Frau heiratete er am 22. Oktober 1809 die Grönländerin Cicilia. Aus seinen beiden Ehen hatte er eine Vielzahl an Kindern, die den Namen Egede annahmen, und er war somit der Stammvater der bedeutenden südgrönländischen Familie Egede, deren Oberhäupter als „Könige von Igaliku“ bezeichnet werden.